# 中華民國駐墨西哥大使列表
本列表為中華民國駐墨西哥合眾國歷任大使與代表名錄。兩國已無正式外交關係。

## 無邦交時期

### 代表機構
1971年11月16日，墨西哥與中華民國斷交。1972年1月，中華民國於首都墨西哥城設立駐墨西哥商務辦事處。1974年10月，因中华人民共和国的壓力，墨西哥強迫辦事處人員離境，兩國關係隨即中斷。
1982年3月－1986年3月，中華民國外交部與中華民國對外貿易發展協會（外貿協會）人員陸續前往墨西哥，促成兩國關係開始解凍。1987年4月，外貿協會與墨西哥企業家國際事務協會簽署合作協議書、互設辦事處。1989年4月19日，於墨西哥城設立遠東貿易服務中心駐墨西哥辦事處。1993年7月14日，另設立駐墨西哥臺北經濟文化辦事處，隸屬於中華民國外交部，墨西哥並給予部分外交禮遇。

### 歷任代表（1973年－1974年、1994年至今）
| 姓名   | 任命               | 到任           | 免職           | 離任           | 外交銜級 對外名義 | 外交職務 本職職務         | 備註               | 備註 |
| ------ | ------------------ | -------------- | -------------- | -------------- | ----------------- | ------------------------- | ------------------ | ---- |
| 高德根 | 1973年1月6日       | 1973年1月6日   | 1974年11月9日  | 1974年10月21日 | 主任              | 主任                      | 辦事處關閉         |      |
| 藍智民 | 1994年3月8日       | 1994年4月23日  |                | 1998年         | 代表              | 代表                      | 復設辦事處         |      |
| 劉佳豐 |                    | 1998年         | 2001年11月5日  | 2002年2月24日  | 代表              | 代表                      |                    |      |
| 吳仁修 | 2002年1月4日       | 2002年2月24日  | 2003年7月11日  | 2003年10月23日 | 代表              | 代表                      |                    |      |
| 詹憲卿 | 2003年7月7日       | 2003年10月23日 |                | 2005年1月16日  | 代表              | 代表                      |                    |      |
| 廖世傑 | 2004年12月10日     | 2005年1月17日  | 2006年8月7日   | 2006年8月28日  | 代表              | 副代表                    |                    |      |
| 蔡孟宏 | 2006年8月7日       | 2006年9月17日  | 2007年12月31日 | 2008年2月24日  | 代表              | 副代表                    |                    |      |
| 陳新東 | 2007年12月31日     | 2008年2月24日  | 2011年2月16日  | 2011年4月      | 代表              | 副代表                    |                    |      |
| 李新穎 | 2011年2月16日      | 2011年4月29日  | 2013年9月10日  | 2013年10月12日 | 代表              | 副代表 特命全權公使       | [ 註 1 ]           |      |
| 廖世傑 | 2013年9月10日      | 2013年10月13日 |                | 2018年12月     | 代表              | 特命全權大使              |                    |      |
| 鄭正勇 |                    | 2018年12月31日 |                | 2025年2月      | 代表              | 特命全權公使 特命全權大使 | 2023年10月升任大使 |      |
| 李岳融 | 2024年12月25日核定 | 2025年2月25日  |                | 現任           | 代表              | 特命全權大使              |                    |      |

## 外部連結
- 駐墨西哥臺北經濟文化辦事處（Facebook、Twitter）